# Michaił Czechow
Michaił Aleksandrowicz Czechow (cyrylica: Михаил Александрович Чехов; ur. 17 sierpnia?/29 sierpnia 1891 w Petersburgu, zm. 30 września 1955 w Beverly Hills) – rosyjsko-amerykański aktor filmowy i teatralny, pedagog oraz reżyser. Bratanek dramaturga Antona Czechowa. Nominowany do Oscara za drugoplanową rolę w filmie Urzeczona (1945).

## Wybrana filmografia
- 1944: Pieśń o Rosji jako Ivan Stepanov
- 1944: W naszych czasach jako wujek Leopold Baruta
- 1945: Urzeczona jako doktor Alexander „Alex” Brulov, mentor i przyjaciel Constance Petersen
- 1946: Specter of the Rose jako Max Polikoff
- 1946: Cross My Heart jako Peter
- 1946: Abie’s Irish Rose jako Solomon Levy
- 1948: Texas, Brooklyn & Heaven jako pan Gaboolian
- 1952: Invitation jako doktor Fromm
- 1952: Holiday for Sinners jako doktor Konndorff
- 1954: Rhapsody jako profesor Schuman